# Миллефиори

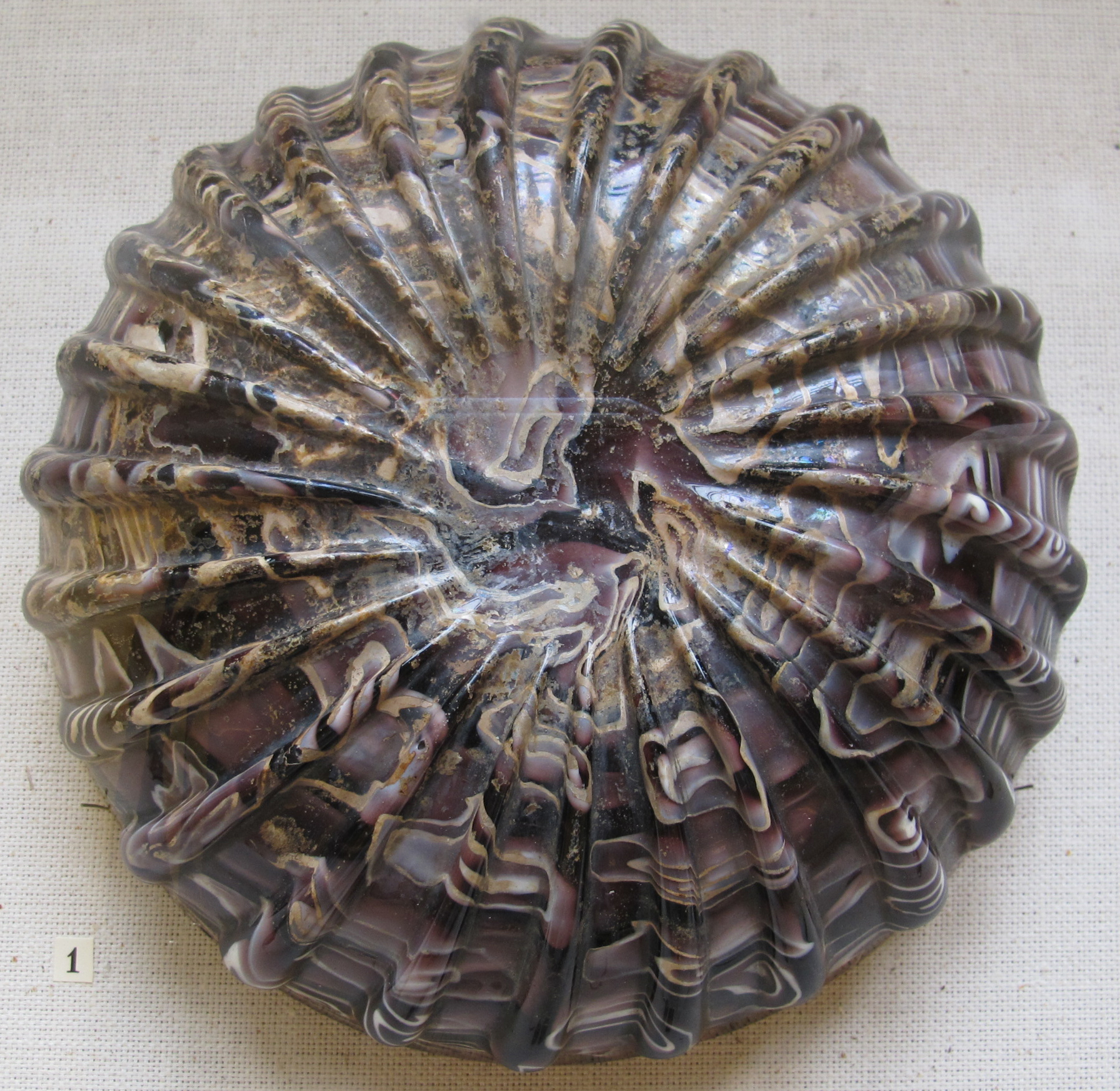
Чаша миллефиори. Рим. I в. н. э.

Миллефио́ри, миллефьо́ри  (итал. millefiori — «тысяча цветов») — разновидность мозаичного стекла, как правило, с цветочным узором. Поверхность готового изделия напоминает цветущий луг, чем и объясняется название.

## История

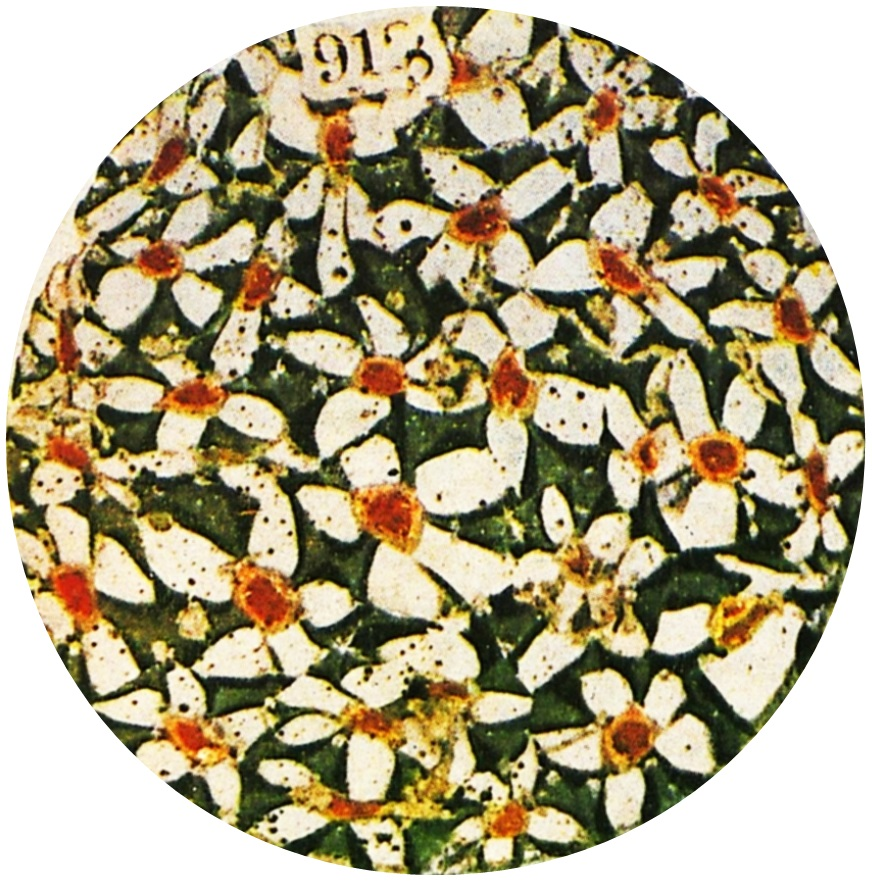
Египет. Стекло, керамика. I век до н. э. — I век н. э.

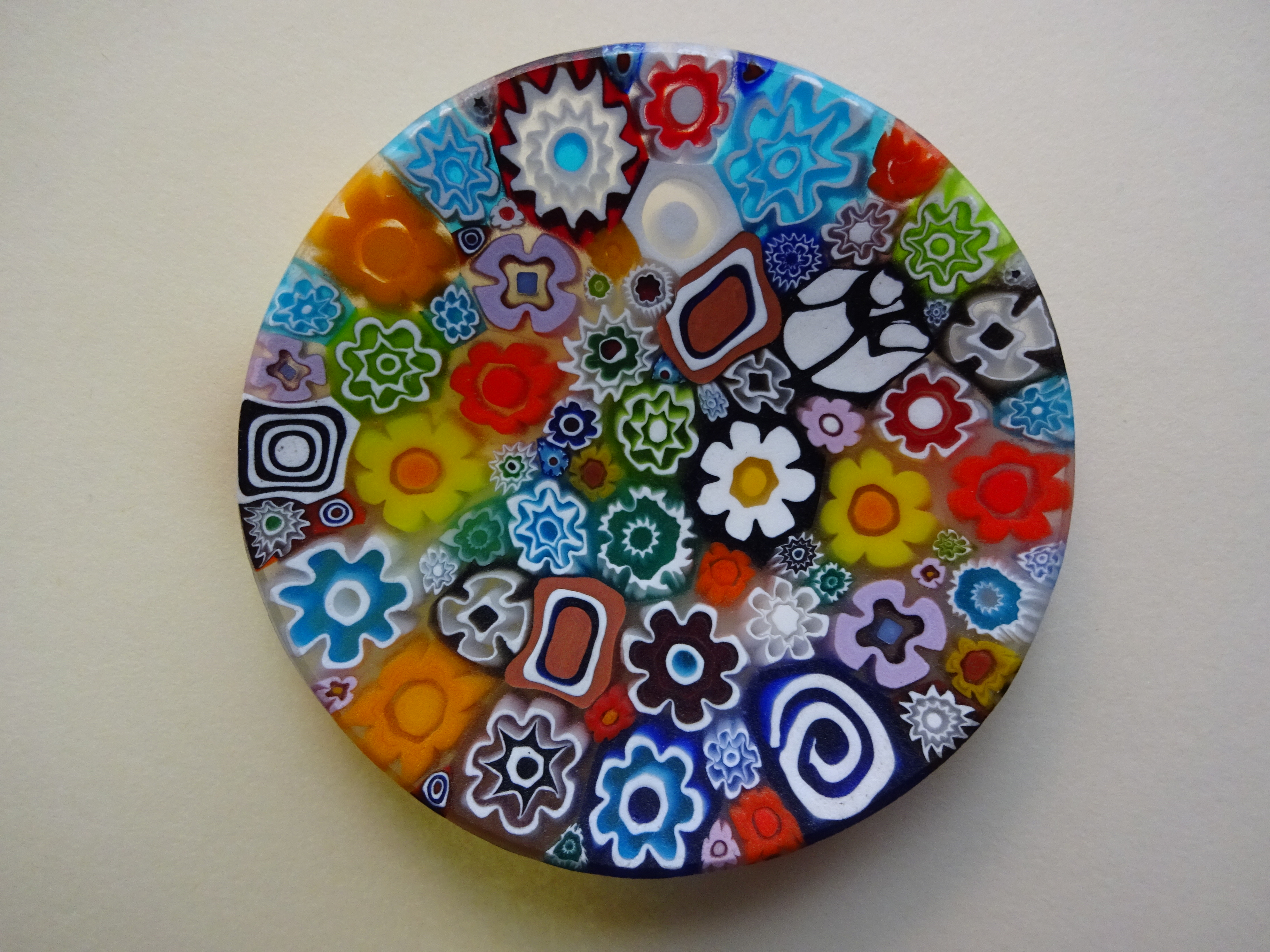
Декоративная тарелка в технике миллефиори. XXI век

Способ изготовления стекла в технике миллефиори был изобретён в древнем Египте. Во II веке до н. э. эта технология применялась в эллинистической Александрии; позднее, в I веке до н. э., она была заимствована римлянами. Античное название этой техники — муррина.
В XV веке технику миллефиори осваивают венецианские стеклодувы. К XVIII веку, однако, секреты изготовления этого стекла были утеряны. Возрождение состоялось лишь в XIX веке, когда муранские мастера не просто восстановили, но и усовершенствовали утраченные технологии.
С этого времени стеклянные изделия в технике миллефиори производились не только в Италии, но также в Англии и во Франции. Однако в первую очередь миллефиори ассоциируется именно с Венецией, являясь одной из самых популярных разновидностей муранского стекла. Из него изготавливают бусы, подвески, кулоны, пресс-папье, вазы, декоративные тарелки и другие изделия.

## Технология

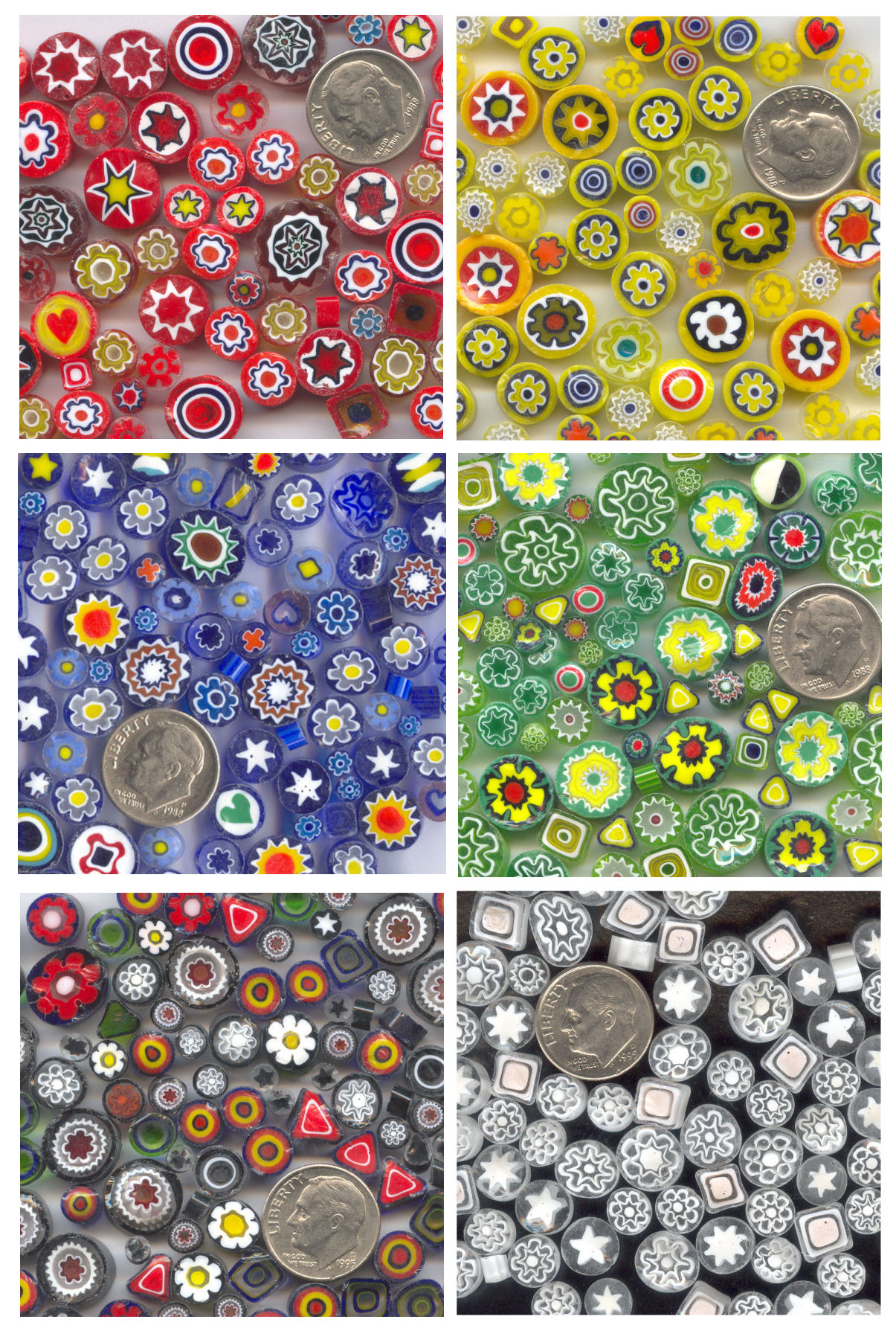
Разноцветная «нарезка»

Главный секрет производства «тысячи цветов» состоит в необычайной пластичности горячей стеклянный массы. Стекло можно вытягивать, скручивать, растягивая до необычайной тонкости, если позволяет правильный состав и температура. Основой создания изделий в технике миллефиори служат специальные стеклянные «прутики», имеющие в сечении нужный мастеру рисунок. Это может быть не только цветок, но и звезда, геометрическая фигура, животное, буква или дата. Чтобы получить такую стеклянную палочку, некоторое количество расплавленного стекла наматывается на железный прут и раскатывается по плоской поверхности. Из него формируется дротик, который помещается затем в соответствующую форму. Далее мастер повторяет операцию, добавляя необходимое количество слоёв цветного стекла. Когда дротик готов (обычно он имеет около 15 см в длину и около 8 см в диаметре), он снова нагревается и к обоим его концам прикрепляются железные прутья. Затем он вытягивается, становясь похожим на длинный и тонкий карандаш. Этот «карандаш» можно скручивать, протягивать через специальные профилированные отверстия, придавая ему в поперечном сечении рифлёную или звёздчатую форму. После этого «карандаш» нарезают поперёк на сотни фрагментов: «плашек», или «шайбочек», диаметром три—пять мм, каждая из которых будет иметь на срезе заданный мастером «цветок».
Другой вариант создания узора — соединение самих стеклянных прутьев, которые сплавляются в единый пучок. Разноцветные прутья складываются так, чтобы «вязанка» имела в сечении необходимый рисунок, после чего их подвергают нагреванию. Получившийся толстый цилиндр также вытягивается и нарезается поперёк на маленькие фрагменты.

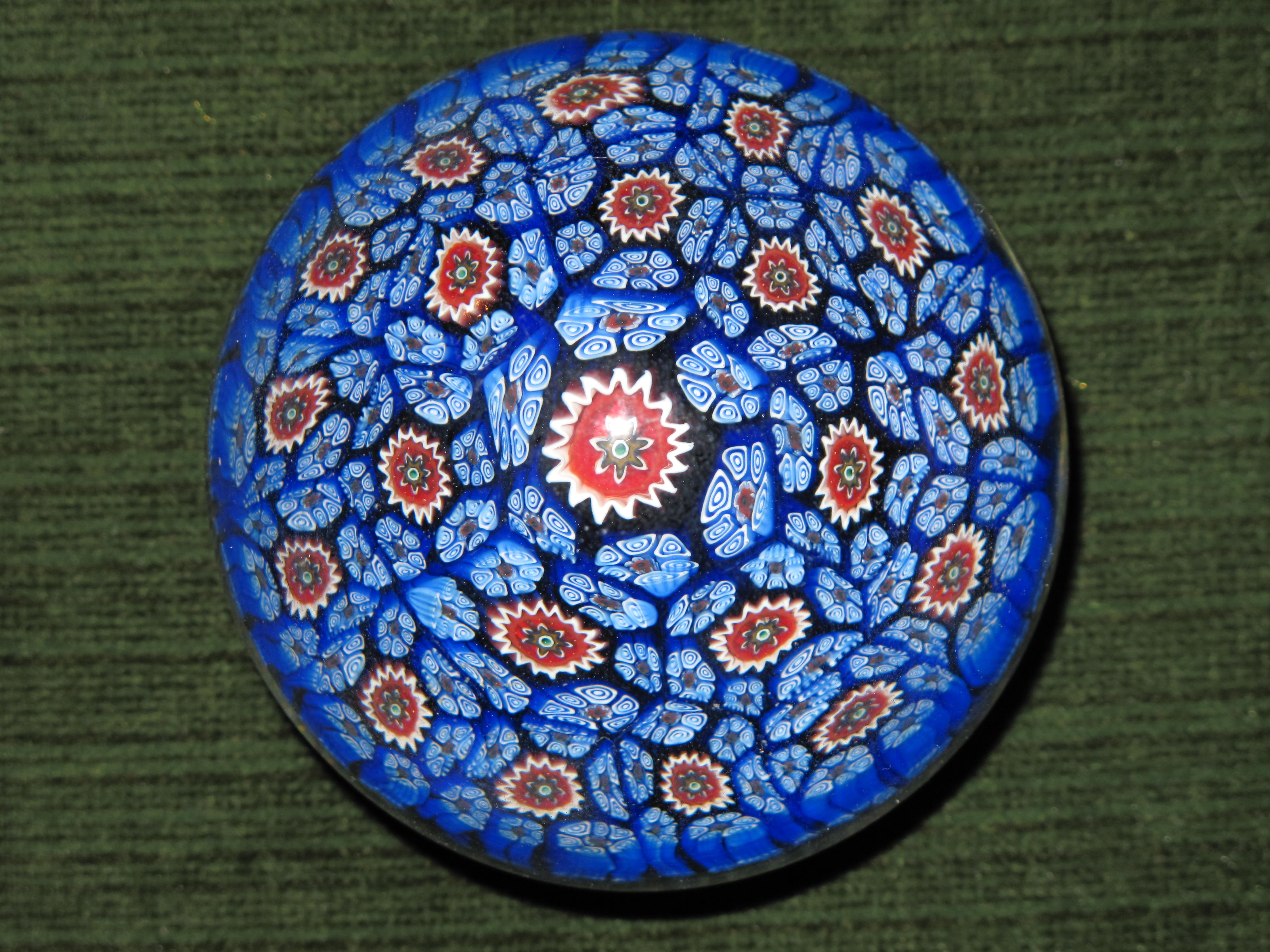
Пресс-папье в технике millefiori

Из полученной «нарезки» составляется желаемый узор. Например, чтобы создать пресс-папье в виде шара, заготовленные цветные фрагменты располагаются внутри металлического кольца и промежутки между ними постепенно заполняются расплавленным стеклом, которое и скрепляет их между собой. Для создания стеклянного сосуда (например, вазы) узорчатые «плашки» рассыпают на мраморной или металлической плите, в них обкатывают «баночку» (заготовку) будущего изделия. Затем набирают следующий, поверхностный слой прозрачного стекла и раздувают изделие до нужного размера. «Цветки» оказываются внутри и растягиваются в сплошное узорчатое поле «тысячи цветов». Непосвящённый в секреты мастерства человек ни за что не догадается, как это сделано. Разновидности техники миллефиори, при которых намеренно создаётся нерегулярность расположения жгутов, создают эффект причудливого узора, напоминающего природную текстуру поперечного среза малахита или агата. Отсюда названия: малахитовое, агатовое стекло. Различные приёмы миллефиори использовали в XIX веке мастера французской фабрики Баккара, а также русские стеклодувы в «мальцовском хрустале» (на заводе в г. Гусь-Хрустальный Владимирской губернии).
Несмотря на то, что в наши дни изготавливается большое количество изделий в технике миллефиори, муранские мастера до сих пор осуществляют весь процесс вручную, так что каждый созданный ими предмет уникален. Известны схожие техники, осуществляемые в других материалах: шпалеры с цветочным орнаментом «тысячи цветов» — мильфлёры, поперечная мозаика по дереву — танбридж.